# كاد كونينغهام
كاد كونينغهام (بالإنجليزية: Cade Cunningham)‏ هو لاعب كرة سلة أمريكي يلعب في مركز لاعب هجوم خلفي في نادي ديترويت بيستونز.

## روابط خارجية
- كاد كونينغهام على موقع إن بي أي (الإنجليزية)
- كاد كونينغهام على موقع سبورتس رفرنس (الإنجليزية)
- كاد كونينغهام على موقع كرة السلة الأوروبية.كوم (الإنجليزية)
- كاد كونينغهام على موقع إي إس بي إن.كوم (الإنجليزية)
- كاد كونينغهام على موقع كلية كرة السلة في سبورتس رفرنس.كوم (الإنجليزية)
- كاد كونينغهام على موقع ريلجم (الإنجليزية)
- كاد كونينغهام على موقع بروبوليرز (الإنجليزية)